# James Murphy (personnalité politique)
 (janvier 2021).
Pour les articles homonymes, voir James Murphy.
James Edward Murphy (28 décembre 1887 - 7 octobre 1961) est une personnalité politique irlandaise. Draper, il est élu sans opposition en tant que Teachta Dála (député) du Sinn Féin au 2e Dáil aux élections générales de 1921 pour la circonscription de Louth-Meath. Il a soutenu le traité anglo-irlandais et a voté en sa faveur. Il est réélu en tant que député du Sinn Féin (pro-Traité) aux élections générales de 1922.
Aux élections générales de 1923, il est élu député pour le Cumann na nGaedheal pour la circonscription de Louth. Il est réélu à chaque élection générale subséquente jusqu'à ce qu'il perde son siège aux élections générales de 1937.